# 平田川 (大分県)
平田川（ひらたがわ）は、大分県別府市を流れる川である。他にも、滋賀県彦根市などにも同名の川がある

## 概要
別府七湯の温泉地として有名な明礬、鉄輪地区を流れる川で、平田橋における水温は30.8℃（気温22.1℃時）、イオン成分合計量は1,300mg/ℓ（うち、ナトリウムイオン342mg/ℓ、塩化物イオン532mg/ℓ）と、水温、水質ともに温泉法で定める温泉に該当し、泉質はナトリウム-塩化物泉になる。
別府市市街地が位置する扇状地上を流れており、この扇状地の北部は、現在の平田川水系と春木川水系との間の河川統合、河川争奪によって形成されたものと考えられている。平田川は、かつては春木川の上流部を合流させていたが、これを河川争奪により現在の春木川に奪われた結果、名残川のような状況になっている。